# Biervliet
Biervliet is een stad in Zeeuws-Vlaanderen, het zuidelijk deel van de Nederlandse provincie Zeeland. Biervliet maakt sinds 1970 deel uit van de gemeente Terneuzen; voordien was het een zelfstandige gemeente. Biervliet ontving al voor 1183 stadsrechten en had in 2024 een inwonertal van 1594.

## Geschiedenis

### Naam
De oudste vermelding van Biervliet vinden we in een charter uit 984 waarin sprake is van de Fluvium Berverna. Waarschijnlijk is langs deze waterloop (inbraakgeul) de eerste bewoning geconcentreerd: Bierfletum (1075). De naam kan verwijzen naar een “bierkleurige waterloop”; het Germaanse bir of bier, betekent modder, mest. Ook is het mogelijk dat het voorvoegsel bier naar de diersoort bever verwijst.

### Stichting en voorrechten
Biervliet behoorde tot de reeks van havensteden die door de Vlaamse graven Diederik van de Elzas en Filips van de Elzas langs de Noordzeekust gesticht werden ter bevordering van het economische leven. Bestuurlijk en juridisch hoorde het tot de Vier Ambachten, meer speciaal tot het Ambacht Boekhoute. De grens met het Brugse Vrije lag net buiten de stad, aan de westzijde. Sinds 1102 hoorde Biervliet met de Vier Ambachten tot Rijks-Vlaanderen, een leen van het Heilige Roomse Rijk, maar de buurgemeente IJzendijke behoorde tot het Franse leen Kroon-Vlaanderen. Kerkelijk viel Biervliet onder het aartsbisdom Keulen (later aartsbisdom Utrecht) en IJzendijke onder het bisdom Doornik.
Biervliet kreeg al voor 1183 stadsrechten en tolvrijstelling van de Vlaamse graaf Filips van de Elzas. Andere steden die tot deze reeks behoren, zijn Grevelingen, Mardijk, Duinkerke, Nieuwpoort en Damme.

### Welvaart en neergang
In 1224 werd het stadsbestuur gereorganiseerd. Voortaan waren er twee burgemeesters en zeven schepenen. Er waren toen twee parochies en net buiten de stad lag het kasteel van de graaf van Vlaanderen. Biervliet was in de 13e eeuw een dynamische en bloeiende handels- en nijverheidsstad met visserij en verregaande moernering voor zout en brandstof. Ook zout- en lakenindustrie waren pijlers van welvaart. Jaar- en weekmarkten versterkten deze positie en ook het bezit van een goed bereikbare haven droeg bij aan deze bloei. Biervliet was meer gericht op de stad Gent en behoorde daarom niet tot de Hanzegemeenschap onder leiding van Brugge.
Aan de oostkant van Biervliet lag een uitgebreid moer- of turfgebied, dat voor turf werd afgegraven. De stad was tot ca. 1400 een centrum van zoutindustrie. Het zout werd gewonnen door het verbranden van het zouthoudend veen uit de moernering. Het weggraven van het zoute veen (moer) veranderde de waterhuishouding. Daardoor verzwakten de dijken. Door ernstige doorbraken en overstromingen in 1375 en 1404 kwam Biervliet zelfs op een eiland in de Braakman (of Dullaert) te liggen en aan de handel met Vlaanderen, uitgezonderd zout, kwam toen een einde.

### Haring kaken
Het zout dat in Biervliet werd gewonnen was uitstekend geschikt voor het haring kaken.
Het conserveren van vlees en vis in zout was al sinds de Oudheid bekend. In de veertiende eeuw voerde Denemarken in tonnen geslagen gezouten en gekaakte haring uit, voornamelijk uit Schonen. Deze werd aan wal gekaakt (van ingewanden gezuiverd). De Vlaamse vissers voeren tot op de Engelse visgronden en moesten derhalve onderweg hun verse haring kaken. Deze aanvoer kwam in conflict te staan met de reguliere invoer van vis door de Hanze. De nieuwe techniek van het kaken op zee is vermoedelijk door Willem Beukelszoon omstreeks 1400 in Biervliet geïntroduceerd. Door het kaken aan boord kwam de haringvisserij tot grote bloei. Ook de plaatselijke zoutproductie nam een grote vlucht.

### Staats-Vlaanderen
In 1516 moest Biervliet haar zelfstandigheid prijs geven. Het eiland kwam er nog meer verlaten en desolaat bij te liggen. Van Pasen tot Pinksteren 1573 bezetten de Watergeuzen het gunstig gelegen Biervliet. Dit gebeuren wordt sinds 1973 jaarlijks herdacht in de Geuzenfeesten.
In 1588 kwam Biervliet definitief onder staats gezag en werd het opgenomen in het Committimus: een unie met Axel en Terneuzen (Staats-Vlaanderen) die bestuurd werd vanuit Middelburg. Tussen 1590 en 1604 werd in fasen binnen de oude middeleeuwse stad een fort aangelegd in de vorm van een onregelmatige vijfhoekige ster. In 1643 kreeg Biervliet een eigen magistraat. Burgemeester werd Magiel de la Palma. Binnen het fort bouwde men in 1660 de Hervormde kerk. Daarin kwamen drie gebrandschilderde ramen die worden toegeschreven aan de Middelburgse glazenier Cornelis van Barlaer. In 1688 werd het eiland verbonden met het vasteland door de indijking van de Groote Zuiddiepepolder. Effectiever was de westelijke aanhechting aan IJzendijke, in 1702.

### Landbouw
Voortdurend, tot in 1907 toe, werden er nieuwe polders rond Biervliet aangelegd, waardoor het grondgebied toenam. Tot de Franse Tijd waren bijna alle landerijen in handen van Zeeuwse eigenaren; daarna gedeeltelijk in Vlaamse handen. Jacob Cats en zijn nazaten hieven tot 1794 de tienden over Biervliet. Tot die tijd was de Gentse roede als oppervlaktemaat in gebruik, terwijl in de rest van westelijk Staats-Vlaanderen de Brugse roede gebruikt werd. Tot de mechanisatie in de landbouw, was Biervliet een agrarisch dorp. Door de inpolderingen waren er verschillende landbouwhaventjes waarvan bij de dijkverzwaring in 1970 het laatste (de Paulinakaai) verloren ging.

### Na 1940
De bevrijding door de Canadezen, van 8 tot en met 11 oktober 1944 eiste 64 burgerlevens. Bij de herindeling van 1 april 1970 ging Biervliet op in de nieuw gevormde gemeente Terneuzen.

## Infrastructuur
Tot ca. 1850 was Biervliet goed bereikbaar met de beurtschippers. Na de bedijking van de Elisabethpolder in 1866 verviel de haven naast het dorp.
In 1872 werden er plannen gemaakt om de weg naar Gent via de Maagd van Gent met kasseien te bestraten. Ook de weg over de Noorddijk naar IJzendijke werd in de tijd bestraat. Biervliet kreeg een goede ontsluiting na de bedijking van de Braakman in 1952 en de aanleg van de Middenweg. In 2014 werd deze weg, als onderdeel van de N61, verbreed.
De opening van de tramlijn Hoofdplaat - Pyramide via Biervliet was op 5 april 1918. Voortaan was reizen niet zo'n probleem meer, zeker niet nadat de lijn tramlijn Hoofdplaat - Breskens op 24 oktober 1928 in gebruik werd genomen. In 1949 verdween de tram uit het straatbeeld, werden de rails opgebroken en namen autobussen de dienst over.
De bus reed door de Gentsestraat, halte Baerdemaeker, Beukelsstraat, Noordstraat, halte koster Van Poucke, richting Driewegen over de Noorddijk. Na de aanleg van de Middenweg, rond 1956, verviel de bushalte op het eind van de Weststraat. De bus ging niet meer door de Gentsestraat en de halte kwam aan het begin van de Weststraat te liggen. Omstreeks 1966 was de latere Hoofdplaatseweg gereed en liet de bus het dorp links liggen. Alleen de halte bij het busstation bleef. Het vroegere knooppunt van de tram (Pyramide 1918-1948) verplaatste zich dus naar het knooppunt van de bus (Driesprong 1948-1956) naar het busstation (1956-heden).
De elektriciteit bereikte Biervliet in 1923, de waterleiding in 1934 en het aardgas in 1969. Telefoneren was al mogelijk vanuit het stadhuis vanaf 1884.

## Bezienswaardigheden

### PKN-kerk
In 1659 werd begonnen met de bouw van een nieuwe kerk op de plaats van de oude die te klein was geworden. Op Palmzondag 1660 werd de kerk in gebruik genomen door dominee Jacobus Peudevijn. Bij de laatste restauratie in 2002-2003 werd de hele kerk onderhanden genomen en multifunctioneel ingericht.

### RK-kerk
De parochie van Biervliet werd heropgericht in 1855, nadat Biervliet in de middeleeuwen reeds twee parochies met bijhorende kerken had gekend, vóór het verval van het stadje. De Onze-Lieve-Vrouw-Onbevlekt-Ontvangenkerk kon gebouwd worden door een legaat van Constantinus Bernardus Thomaes. In 1856 werd deze kerk, destijds nog buiten de bebouwde kom, ingewijd. Naast de kerk kwam in 1878 een pastorie. In 1924 werden de zijbeuken eraan gebouwd. Het gebouw werd in oktober 1944 zwaar beschadigd en in 1964 gerestaureerd. Sinds het gebouw in februari 2015 aan de eredienst onttrokken werd, zijn de vieringen in de plaatselijke PKN-kerk. Daar is nu ook de houten kruisweg van pastoor Omer Gielliet opgesteld. De kerk werd omgebouwd tot een luxehotel met 16 kamers dat in de zomer van 2021 werd geopend onder de naam 'KerkHotel Biervliet'.

### Molen De Harmonie
In 1842 bouwde koopman-molenaar Jacob Lijbaart stellingmolen 'De Harmonie' als oliemolen. In de tweede helft van de 19e eeuw werd de nabijgelegen standerdmolen 'De Ster' ontmanteld en de inmiddels al jarenlang niet meer gebruikte 'De Harmonie' verbouwd tot een beltmolen, geschikt om graan te malen. In de muren zijn nog duidelijk de sporen van de vorige functies zichtbaar. De familie Lijbaart heeft de molen in bedrijf en liet deze zo nu en dan draaien. Sinds de zomer van 2017 draait de molen niet meer, omdat groot onderhoud nodig is.

### Gemeentehuizen
In 1806 werd het huidige dorpshuis De Oude Raedthuys als stadhuis opgetrokken. In het torentje met de kenmerkende haring hing tot 1935 een alarmklok. Tot dat jaar was het gebouw in gebruik als gemeentehuis, daarna als café en na 1994 als dorpshuis. De pui is afkomstig van het vorige stadhuis uit 1774.
In 1954 werd het gemeentehuis op de Markt, ontworpen door architectenbureau Rothuizen-Van 't Hooft, officieel in gebruik genomen. Het vorige gebouw in de Kerkstraat was in maart 1945 in vlammen opgegaan door onvoorzichtigheid van Engelse militairen. In de voorgevel bevinden zich drie gedenkstenen van de Delftse kunstenaar Johannes Bijsterveld. In het trapportaal is een gezandstraald raam ter herinnering aan de bevrijding van 1944. Het gebouw deed dienst tot 1 april 1970 en is sindsdien een particuliere woning.

### Trefpunt
In wijkcentrum het Trefpunt bevindt zich een maquette van de Biervlietse bebouwde kom, in schaal 1:300. De bodemplaat is 4 × 3 m. Interactief zijn de middeleeuwse omwalling, het 17e-eeuwse fort en de woningen van de middenstanders omstreeks 1940. De maquette is in het jaar 2000 vervaardigd door 24 vrijwilligers van de Stichting Behoud Monumenten Biervliet.
In de maquettezaal bevinden zich acht verlichte vitrines met daarin afbeeldingen van gebrandschilderde ramen, vervaardigd door 17e-eeuwse Middelburgse glazenier Cornelis van Barlaer. Het betreft weergaven van de drie glazen in de hervormde kerk van Biervliet, twee uit de Oostkerk van Middelburg, een van IJzendijke, een van Schoondijke en Burgh.

### Bevrijdingsmonument Paulinapolder
Begin september 1944 was de Antwerpse haven vrijwel onbeschadigd in geallieerde handen gevallen. Het was nu zaak de Westerschelde met aangrenzend gebied te veroveren. Dit gebeurde in de Slag om de Schelde. Nadat een Poolse divisie oostelijk Zeeuws-Vlaanderen had veroverd, begonnen de Canadezen in de nacht van 8 op 9 oktober aan de verovering van West-Zeeuws-Vlaanderen. In de vroege morgen van 8 oktober werden aan de westkant van de Braakman twee bruggenhoofden geslagen. Nabij deze locatie werd op 28 oktober 1978 in de Paulinapolder een oorlogsmonument van de plaatselijke kunstenaar Ernest Joachim onthuld om de Canadese bevrijders te eren.

### Zie ook

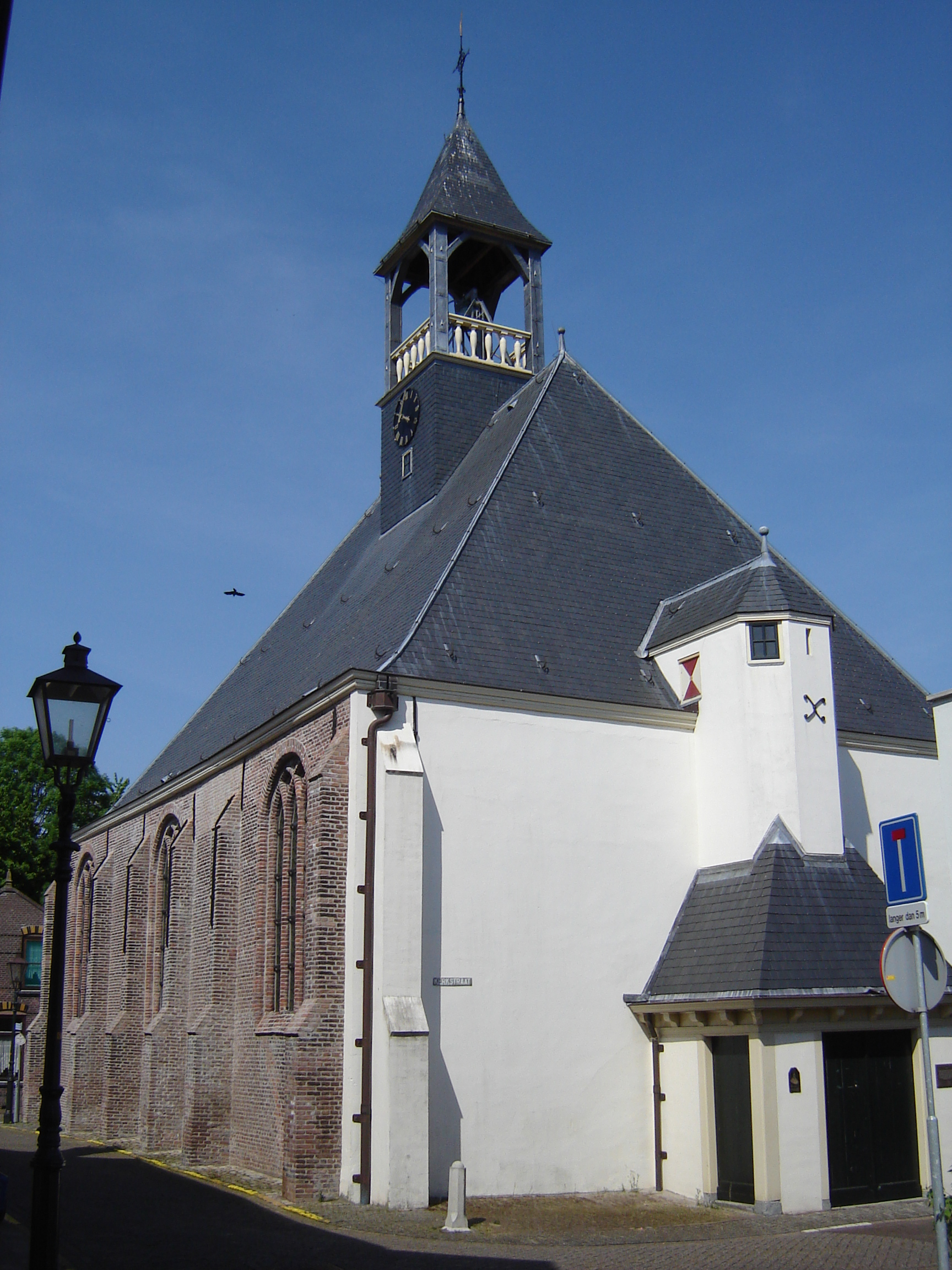
PKN-kerk
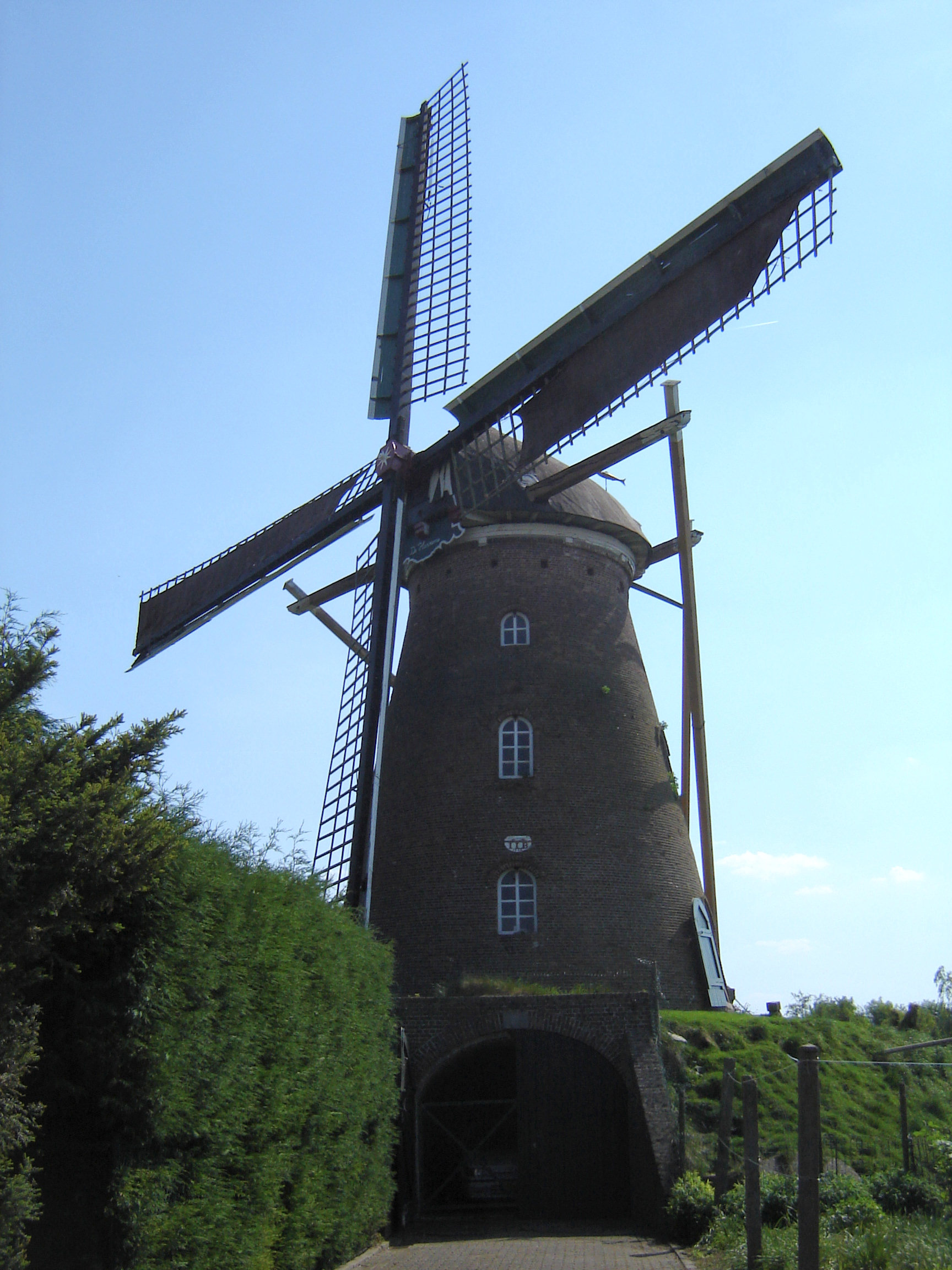
De Harmonie
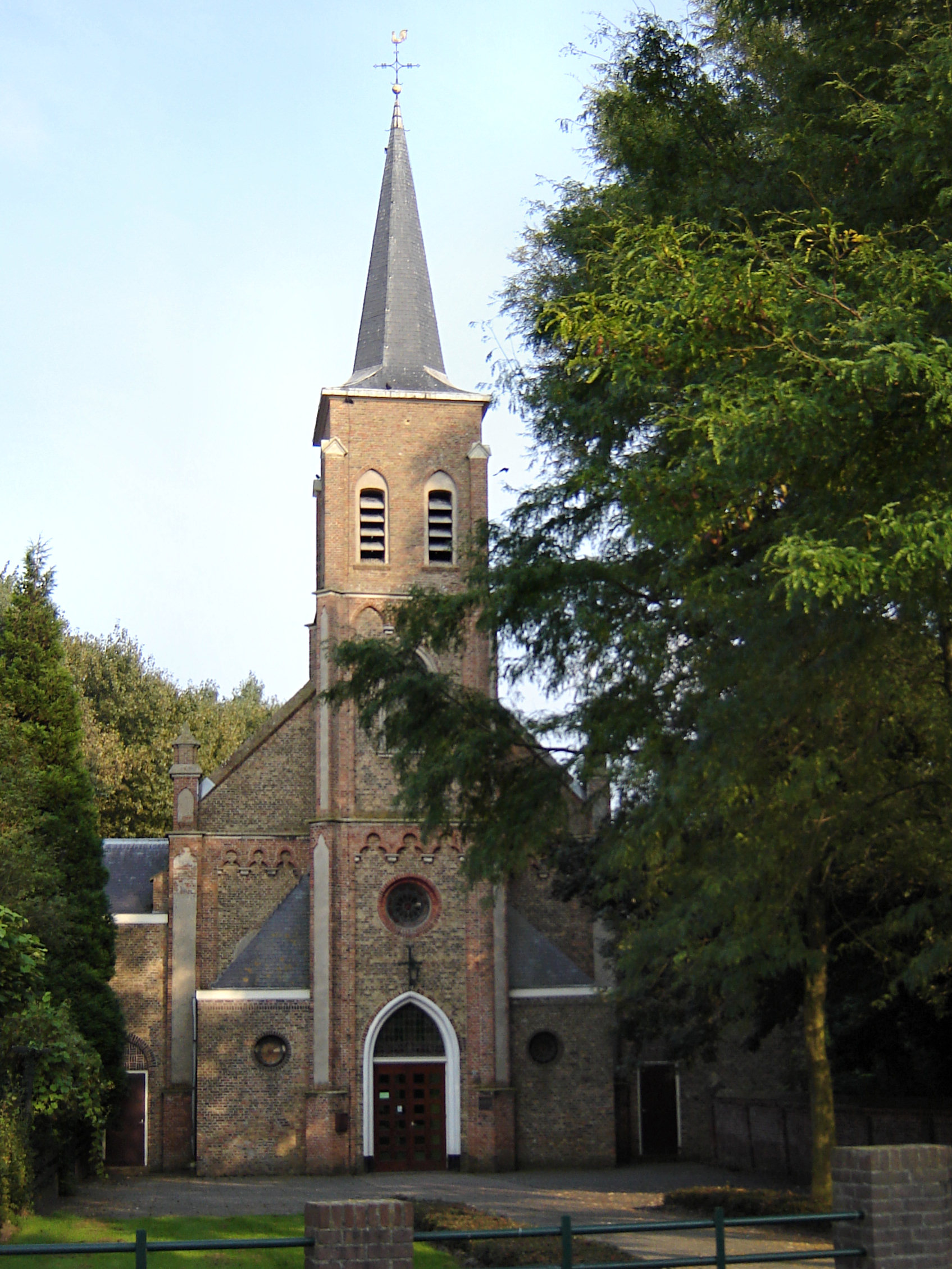
Onze-Lieve-Vrouw Onbevlekt Ontvangenkerk

## Natuur en landschap
Biervliet ligt op een hoogte van ruim 1 meter boven NAP in een poldergebied met zeeklei. In het dorp is enig reliëf te vinden, mogelijk ten gevolge van een vroegere burcht. Oostelijk langs Biervliet loopt het Uitwateringskanaal Nol Zeven. Verder naar het oosten bevinden zich de Braakmanpolder en de Braakmankreek, ontstaan na de indamming van de Braakman in 1953.
In het noordoosten bevindt zich de Westerschelde met buitendijkse schorren en het Vaarwater langs de Paulinapolder. Hier bevindt zich ook het Landingsmonument en verder naar het oosten De Mosselbanken en de chemische industrie van Terneuzen.

## Bekende inwoners
- Willem Beukelszoon, volgens overlevering een visser die de uitvinder van het haringkaken zou zijn.
  - Op 5 september 1958 onthulde commissaris der Koningin jhr. mr. A.F.C. de Casembroot een standbeeld ter ere van Willem Beukelszoon. Het beeld is van de Veerse kunstenaar Philip ten Klooster.[9]
- Ad Versluijs, voetballer en voetbalcoach

## De vlag
De vlag bestaat uit vier kwarten. De bovenste zijn geel en wit, de onderste rood en zwart. De kleuren zijn afkomstig van het wapen van Biervliet. De vlag is vastgesteld door de gemeenteraad in zijn vergadering van 14-06-1962.

## Haringlied
```
C. de Dreu, ca 1935
```

| 1. | Wie gaarne zingt het haringlied,         |
|    | en zeebanket wil smaken.                 |
|    | Vergeet dan Willem Beukels niet,         |
|    | de vader van het kaken.                  |
|    | Hij was het die de bron ontsloot,        |
|    | waaruit een rijke goudstroom vloot. (2x) |

| 2. | Hoe dikwerf heb ik d'oude vlag     |
|    | zien wappr'ren aan de masten.      |
|    | Als ik mij op een buisjesdag       |
|    | aan 't schouwspel mocht vergasten  |
|    | Vlecht ik verrukt een erekroon     |
|    | Voor onze Willem Beukelszoon. (2x) |

| 3. | Wie ooit het oude Biervliet ziet,   |
|    | waar Willem werd geboren.           |
|    | Doet bij dit schone Haringlied      |
|    | zijn lof als kaker horen.           |
|    | En dankbaar staar ik op het graf    |
|    | van hem die ons de haring gaf. (2x) |

## Koninklijke bezoeken
Diverse keren deed het Huis Oranje-Nassau Biervliet aan:
- Op 30 juli 1785 bezocht stadhouder Willem V het stadje.
- Kort na de Belgische Revolutie bracht in de zomer van 1831 prins Frederik een bezoek.
- Op 1 oktober 1831 ontving Biervliet koning Willem II, toen nog kroonprins. Op 24 mei 1862 bezocht koning koning Willem III Biervliet.
- Na de stormvloed van 1906 was koningin Wilhelmina in maart te Zeeuws-Vlaanderen, waarbij ze ook Biervliet aandeed.
- In het kader van het charmeoffensief tegen de Belgische annexatie van Zeeuws-Vlaanderen bezochten koningin Wilhelmina, prins Hendrik en prinses Juliana in Biervliet de anti-annexatiebeweging van Jacob Pattist, op 16 september 1921.
- Op 13 maart 1945 kwam koningin Wilhelmina bij Eede de Nederlandse grens over, bij Biervliet stopte ze bij de daar opgestelde schoolkinderen.
- Op 24 juni 1955 werd het Julianaziekenhuis in Terneuzen geopend. Daaraan voorafgaand bezocht koningin Juliana de Julianahoeve in de Braakman en reisde per helikopter verder naar Terneuzen.
- Op 27 mei 2010 bezocht prins Willem-Alexander vertegenwoordigers van de gemeenschap Biervliet in het Dorpshuis.

## Geuzenfeesten
Op Hemelvaartsdag 1973, donderdag 31 mei, herdacht Biervliet dat in 1573 de Watergeuzen Biervliet in bezit namen en de Spanjaarden verdreven. Het waren drie dagen festiviteiten met op donderdag een optocht waarin de hoogtepunten uit de Biervlietse geschiedenis uitgebeeld werden. Tienduizenden bezoekers stroomden toe. Bij die gelegenheid werd de geuzenvlag geïntroduceerd. Nog jaarlijks vinden op Hemelvaartsdag de Geuzenfeesten plaats en om de vijf jaar is er een groots feest met een historische optocht, zijn de straten versierd en loopt de bevolking in historische kledij.

## Bevolkingscijfers
De bevolkingscijfers van Biervliet, per 1 januari van dat jaar. Na 1970 inclusief het deel van de gemeente Sluis (voormalige gemeente Biervliet).
| Jaartal | Aantal inwoners |
| ------- | --------------- |
| 1805    | 1.025           |
| 1821    | 1.440           |
| 1840    | 1.675           |
| 1850    | 2.091           |
| 1860    | 2.066           |
| 1870    | 1.961           |
| 1890    | 2.180           |
| 1900    | 2.264           |
| 1910    | 2.285           |
| 1920    | 2.524           |
| 1930    | 2.321           |
| 1940    | 2.197           |
| 1950    | 2.113           |
| 1960    | 1.972           |
| 1970    | 1.900           |
| 2010    | 1.859           |
| 2015    | 1.775           |
| 2018    | 1.546           |
| 2019    | 1.555           |
| 2020    | 1.763           |
| 2021    | 1.550           |
| 2023    | 1.595           |
| 2024    | 1.594           |

## Nabijgelegen kernen
Hoofdplaat, IJzendijke, Hoek, Philippine, Terneuzen